# Guanambi
Guanambi es una ciudad brasileña situada en el estado de Bahía. Tiene una población estimada, en 2021, de 85 353 habitantes.
Está situada a unos 796 km al sudoeste de Salvador (por las rutas BR-030, BR-242 y BR-324) a 45 km de Caetité, a 43 km de Palmas de Monte Alto (por la BR-030), a 33 km de Pindaí (por la BR-122) y a 29 km de Candiba (por la BA-262). 
Alberga, al lado de Caetité y Igaporã, el mayor complejo eólico de América Latina.

## Historia

### Orígenes
La historia de la ciudad de Guanambi se inicia en el siglo XIX, cuando, en las cercanías del arroyo Belém, se instaló un paraje para los arrieros que hacían el trayecto con cargas y animales entre la región del río São Francisco y la villa de Caetité. Se desarrolló entonces el comercio local y una feria que dio un gran impulso a la formación del pueblo. Según una leyenda local, la primera casa habría pertenecido a una mujer de nombre Belarmina o Bela construyó una casa de tierra en las proximidades del arroyo, en la margen derecha del río Carnaíba de Dentro.
En 1870, cuando el pueblo de Bela Flor ya estaba en desarrollo, durante una misión católica en el lugar el agricultor Joaquim Dias Guimarães donó un terreno para la construcción de una iglesia.

### La emancipación política
A mediados de 1880 se creó el Distrito de Paz en el Distrito de la Delegacía de Beija-Flor del término de Monte Alto (Ley Provincial núm. 1979, de 23 de junio de 1880). Más tarde sería adoptado el nombre de Bela Flor.
En 1919, a través de la Ley Estadual N.º 1364, de 14 de agosto de ese año, el Distrito de Bela Flor fue elevado a la categoría de municipio, con la denominación de Guanambí, pero la instalación del nuevo municipio se hizo efectiva recién el 1 de enero de 1920, cuando Balbino Gabriel Araujo Cajaíba asumió como el primer alcalde.

### Toponimia
Del origen del nombre "Guanambi" hay dos versiones.
La primera versión es que Bela tenía una hija llamada Flor. Era común que durante las ceremonias de San Antonio las festividades comenzaran después de que todos hubieran besado la imagen del santo, comenzando con la hija de la dueña de casa. Queriendo que la fiesta comenzara pronto, todos los presentes gritaban ¡Beija, Flor! (¡Besa, Flor!). Así la población comenzó a llamar al referido lugar como Beija Flor.
Sin embargo, en otra versión, la denominación de Guanambí deriva del nombre "Beija-Flor" dado al antiguo paraje, puesto que, en tupí-guaraní, la palabra significaría "colibrí" (en portugués, beija-flor). Los terrenos contiguos al paraje, siempre húmedos, permitían la existencia de flores silvestres y, en consecuencia, la presencia de muchos colibríes.

### La dualidad política
En las décadas de 1920 y 1930 surgieron dos facciones políticas enfrentadas: los "Caititus'", dirigidos por un político de apellido Fernandes, y los "Morcegos", que tenían como líder al coronel Balbino Cajaíba. Esta disputa se prolongó varios años, a través de los representantes de estos políticos influyentes en el entorno social de la época. Debido a las muchas peleas a punta de pistola, la población vivió años de terror y la inseguridad causada por la lucha política en la historia.
En 1976 aparecieron dos movimientos políticos muy fuertes, conocidos como  "Jacus" y  "Carcarás". Los "jacus" fueron dirigidos en un primer momento por José Humberto Nunes. Esta tendencia es todavía presente en la ciudad a través de algunos representantes políticos. Los "Carcarás" estaban encabezados por Binha Teixeira y Nilo Coelho y tuvieron mayor influencia a partir de 1982, cuando Nilo se postuló para alcalde.

### Desarrollo urbano, económico y demográfico
En las dos últimas décadas del siglo XX, Guanambi mostró un fuerte aumento de la población. En el censo de población de 1970, la ciudad tenía una población de 31.174 habitantes, una cifra que aumentó a 45.420 en el 1980, elevándose la tasa de urbanización de 35,9% en 1970 a 54,8% en 1980. En los siguientes treinta años, la población de la ciudad casi se duplicó, al mismo ritmo que se desarrolló la economía.
En 2010 la ciudad llegó a una tasa de urbanización de 79,36%, de acuerdo con los datos de IBGE. La base de la economía de la ciudad, al principio, era el cultivo y procesamiento de algodón que se produce en la región del Valle de Iuiú, lo que hizo que la élite terrateniente de este cultivo se estableciera en Guanambi, trayendo consigo inversiones en infraestructura municipal, como carreteras, plantas de procesamiento y un aeropuerto. Esto contribuyó al aumento significativo de la población, teniendo en cuenta que la ciudad comenzó a recibir una población más diversificada: personas en busca de trabajo en la cosecha de algodón y otros más interesados en invertir en la ciudad o trabajar en las plantas de procesamiento que se instalaron en el lugar.

### La inundación de 1992
En 1992, debido a la lluvia constante, el embalse de Ceraíma (que suministra a la ciudad) sufrió una avería, provocando la inundación de varios barrios, entre ellos el centro. La ciudad entonces vio las mayores inundaciones en la región.

## Geografía
El área total del municipio, de acuerdo con IBGE, es de 1272,37 km², con densidad poblacional de 67,1 hab / km². Está situado a 14° 13' 22" de latitud sur y 42° 46' 51" de longitud oeste, a una distancia de 796 km de la capital estadual, Bahia. La altitud media de la ciudad es de 525 metros sobre el nivel del mar, teniendo como el punto más alto en el área urbana el Monte Pascoal, donde se encuentran las torres de transmisión de radio y telefonía. La ciudad es vecina a Caetité, al este; Riacho de Santana al norte; Palmas de Monte Alto al oeste; y Urandi y Pindaí en el sur. La población es de 85 353 habitantes.

### Vegetación, clima, hidrografía
Su clima es básicamente semiárido, con una temperatura media anual de 22,6 °C. El período de lluvias es entre los meses de octubre a marzo. Su alivio se caracteriza por la presencia de  pediplano País, las superficies de la general y  Meseta de Ridge.
Vegetación corriente predominante, debido a la deforestación, es tipo rastrero, con el foco en la tierra capoeira, con una gran fertilidad para el cultivo de algodón, frijol, yuca y maíz, siendo los principales problemas la alta deforestación por el gobierno municipal y la erosión que quita la fertilidad del suelo. La vegetación original, bastante degradada, consistió en bosque de hojas caducas: una mezcla de sabana con árboles de la selva, siendo las zonas más fértiles de un bosque cerrado con grandes árboles, como en las zonas de mayor altitud, más pobres de nutrientes del suelo. El tipo de suelo, como distrófica podzóico rojo-amarillo y albaqualf Solodic eutrófico de la región, proporcionan condiciones adecuadas para cultivo, silvicultura y de pastos naturales.
Como existe el potencial hidrográfico Carnaíba Río de Dentro y sus afluentes, como Belén Creek, que corta el centro de la ciudad. Los principales reservorios son los Ceraíma y Slim Pit presa, además de las presas de Laguna de Agua, Taboinha y Morrinhos. La región pertenece a la cuenca de San Francisco y se encuentra en la zona de funcionamiento CODEVASF (Compañía de Desarrollo del São Francisco y Parnaíba), siendo alimentado por el agua del río São Francisco  interpuesta por acueducto a campos de algodón, ambientada en 2012, con las iniciativas del Gobierno Federal.

### Subdivisiones
Guanambi se divide en tres Distritos: Ceraíma, Morrinhos, Mutans. Aproximadamente hay 57 barrios, incluindo el centro histórico: Aeroporto Velho, Alto Caiçara, Amambaí, Alvorada, Araújo, Beneval Boa Sorte, Beija Flor I, II e III, Bela Vista, Belo Horizonte, BNH, Brindes, Boa Vista, Bom Jesus, Brasília, Candeal, Deus Dará, Floresta, Industrial, Ipiranga, Ipanema, Liberdade, Lagoinha, Loteamento Municipal, Loteamento Bom Jesus, Loteamento Maria Basto, Leolinda de Sá, Marabá, Monte Azul, Monte Pascoal, Morada Nova, Manuel Cotrim, Nova Olinda, Novo Horizonte, Nossa Senhora Aparecida, Paraíso, Pôr do Sol, Residencial dos Pássaros, Residencial das Árvores ( Aroeira, Maçaranduba), Reis, São João, São José, Santa Luzia, Santa Catarina, Santo André, São Vicente, Santo Antônio, Sandoval Moraes I e II, São Francisco, São Sebastião, Sossego, Taboinha, Vomitamel, Vasconcelos e Vila Nova. El acceso al distrito Morrinhos está dada por autopista BR-030.

## Infraestructura Urbana

### Flujo Vías

#### Carretera
- BR-030 - Sentidos: Palmas de Monte Alto e Caetité
- BR-122 - Sentido Pindaí
- BA-262 - Sentido Candiba

#### vías principales
- Avenida Santos Dumont
- Avenida Prefeito José Neves Teixeira
- Av. Sen. Nilo Coelho - carretera principal, corre a lo largo de las orillas del Belén Creek Canal, cruzando el mercado libre ya través del Mercado Municipal, conecta el centro con el barrio de Santa Catarina
- Avenida Sandoval Moraes - conecta el centro con el centro de exposiciones
- Avenida Governador Nilo Coelho (acceso al Guanambi Aeropuerto)
- Avenida Barão do Rio Branco - importante ruta comercial, que conecta el centro de Av. Senador Nilo Coelho
- Avenida Guanabara - une a Plaza Manoel Novaes (Centro) con la Av. Senador Nilo Coelho (S. Francisco), pasando poi la Av. Santos Dumont
- Avenida Castelo Branco - liga o Centro Administrativo aos bairros Nova Olinda e São João, em paralelo com a Av. Santos Dumont
- Rua Otávio Mangabeira - liga o Centro ao bairros Beija-Flor I e II
- Avenida Petrônio Portela - principal avenida do bairro Alvorada, bastante movimentada pela concentração de barzinhos e outros pontos de comércio.
- Praça Manoel Novaes (Praça do Colégio)
- Praça Henrique Pereira Donato (Praça do Feijão) - se encontra no cruzamento entre as avenidas Santos Dumont e Guanabara, sendo o principal ponto de entretenimento da cidade devido ao grande número de bares, pizzarias, churrascarias e sorveterias. Durante as festas de fim de ano, uma árvore de Natal é montada no centro da praça, além de ser o local onde ocorre a popular festa da virada do ano.

### Salud
Guanambi es la salud en referencia a los municipios de su microrregión. En 2009, la ciudad tenía 49 centros de salud, incluyendo FSP s, hospitales y clínicas públicas y privadas, y de estos, 20 centros de salud municipales distribuidos en los barrios y la estación central. El hospital principal y mayor ciudad es el Hospital Regional, referencia de al menos 18 municipios vecinos, siendo administrados por la  Gobierno del Estado y miembro de la  Sistema de Salud red. Además de esto, otras instalaciones importantes de apoyo Guanambi son el Hospital no Rim, la Promater, el Policlínico del Hospital São Lucas hospital y el Nuevo Pacto, que ofrecen servicios de mediana y alta complejidad
para los pacientes de toda la región, ya que de acuerdo con el Sala y Ministerio de Salud.

### Educación
La primera escuela primaria Guanambi comenzó a operar alrededor de 1928 y su primera escuela estatal, Getúlio Vargas, inaugurado en 10 de noviembre de 1938 por el alcalde José Ferreira Costa.
Con la dirección del profesor y escritor Enedina Costa Marcêdo en 1957 se inauguró la "Escuela de San Lucas normal."
En 1954, se fundó el "Gimnasio Escuela Normal de Guanambi," mantenido por la asociación de amigos de la ciudad.
En 1970 los establecimientos privados fueron donados al  Comunidades autónomas, una unión de los esfuerzos de Guanambi empresa, representada por los miembros Manoel Novaes Cavalcanti ( congresista federal) y Vilobaldo Neves Freitas (representante estatal), creado el gobernador Escolar del Estado Luis Viana Filho siendo en su momento el alcalde de Guanambi, Jonas Rodrigues da Silva y el gobernador Louis Viana Filho, que en ese momento también tuvo la oportunidad de inaugurar la presa Ceraíma junto a Ministro de Minas y Energía del día, Mario Andreazza. Durante muchos años, esta escuela se ha mantenido como un ejemplo de la educación en la región.
En el año 1998 abrió el Colegio Modelo Luis Eduardo Magalhaes por el gobernador Paulo Souto y el alcalde Sizalta Donato como parte de una red estatal de colegios con el mismo estándar de física y educativa, vigente hasta nuestros días.
Desde el final de la década de 1990 Guanambi ha destacado cada vez más entre las ciudades vecinas tales como centros educativos. Desde entonces, el MEC aprobó una serie de la educación superior que será administrado por la UNEB, FG (Facultad Guanambi), FTC y  IFBAIANO - Campus Guanambi (Instituto Federal de Educación Ciencia y Tecnología Baiano), entre otras instituciones educativas. Así, la ciudad ha atraído cada vez más el interés de los estudiantes de todo el país.
En 2009, la ciudad tenía 83 instituciones educativas (públicas y privadas) en diversas formas (jardín de infantes, primaria, secundaria y superior). Los principales son:

#### Instituciones públicas
- Colégio Estadual Governador Luís Viana Filho
- Colégio Modelo Luís Eduardo Magalhães
- CEEP - Centro Estadual de Educação Profissional em Saúde e Gestão
- Instituto Federal de Educação, Ciência e Tecnologia Baiano - Campus Guanambi
- Colégio Estadual Idalice Nunes
- Colégio Municipal José Neves Teixeira
- Colégio Municipal Profª Josefina T. De Azevedo
- Escola Municipal Maria Regina Freitas

#### Instituciones privadas
- Colégio Martins ( Universidade Infantil )
- Colégio Nóbrega
- Colégio Pequeno Príncipe
- CQM - Anglo (Colégio Qui-Mimo)
- Colégio Caminho do Saber
- Avançar Educacional
- Diversa Educação Integrada
- Escola Infantil Passo a Passo

#### Instituciones de educación superior
- Unopar - EAD
- Instituto Federal de Educação, Ciência e Tecnologia Baiano - Campus Guanambi
- Universidade do Estado da Bahia - Campus XII
- FG - Faculdade Guanambi
- FTC - EAD
- Unifacs

### Seguridad pública
Como una ciudad de tamaño medio, Guanambi enfrenta serios problemas en materia de seguridad pública. Cuenta con dos estaciones de policía, además del 17º Batallón Policía Militar. 

### Servicios y comunicaciones
El servicio de abastecimiento de agua se realiza por Embasa - Compañía Bahía de Agua y Saneamiento, con agua del río São Francisco y transportado al interior de Bahía a través del recién inaugurada Acueducto algodón, reuniéndose 100% la ciudad y algunas regiones del campo. En otras regiones, en colaboración con el Gobierno Federal, se han construido para capturar y almacenar agua de lluvia y abastecer las necesidades de la población. El servicio de electricidad es ofrecido por  Estado Electricidad Empresa de Bahía (Coelba), que mantiene una subestación en el barrio de Novo Horizonte.
Existe disponibilidad de Internet de banda ancha ( ADSL) y de acceso telefónico ofrecido por varios proveedores. El servicio telefónico es responsabilidad de Hi Telecomunicaciones, y telefonía móvil se realiza por cuatro operadores principales en el país: TIM, Light,  Hola y Vivo. El código de área Guanambi es 077 y el Zip la ciudad es 46430-000.
La ciudad tiene dos diarios de circulación, El difunto (de  Salvador) y la Tribuna del Hinterland. Además de varios periódicos locales, la ciudad es también el hogar del mayor periódico clasificado la región que es la anuncios People. Las principales estaciones de radio son 96 FM, Radio Alvorada AM cultura y FM 106.

### Transporte
De acuerdo con la IBGE, la flota de vehículos en Guanambi es de aproximadamente 39.084 en julio de 2014, entre los coches, moto s, autobuses y camiones.
La ciudad es servida principalmente por carreteras BR-030 y BR-122 y tiene al menos seis rutas con capacidad de alta densidad tráfico, el la avenida s Gobernador  Nilo Coelho Gobernador Pires alcalde José Neves Teixeira Senador  Nilo Coelho, Sandoval Moraes y Santos Dumont.
El transporte de pasajeros colectiva en Guanambi, aunque rara vez se utiliza, es operado por más de 20 años, el Guanambi Turismo Tráfico. La empresa fue fundada en el año  90 y más tarde pasó a formar parte de un grupo de Belo Horizonte. En la actualidad, su flota está compuesta principalmente minibuses y garaje ubicados en el barrio de Santo Antonio. Sus principales líneas son: San Sebastián - Alta Caiçara, Beija-Flor - Centro y Alvorada - Brasilia.
Guanambi tiene un alto número de  taxistas de motocicleta, todos los certificados y supervisados por el Ayuntamiento, y regulados por la Asociación de taxistas de motocicleta Guanambi. Aparte del uso del coche, este medio de transporte es el 
La ciudad tiene Aeropuerto, con la pista de 1700 m por 30 m y una capacidad de aviones pequeños y medianoss, ubicado en el barrio Belo Horizonte y acceso principal por carretera BR-030. Además, el municipio tiene una Terminal de buses, de seis plataformas y es el punto de apoyo principal de las líneas de autobuses interurbanos e interestatales que atraviesan la región, además de ser el terminal más grande de la  micro, operado por Empril Ventures.

## Economía
Ciudad Polo estado extenso y poblado de Bahía Guanambi a raíz de las últimas décadas se ha convertido en un centro de media compras en la región con una población de cerca de ochenta mil personas (según la proyección del IBGE / 2009).
En los años 80, la ciudad de Guanambi se convirtió en un gran centro comercial y agrícola, y en 1985 se presentó con el área de la plantación más grande de Bahía, que llegó a la marca de 7.576 toneladas. Miles de trabajadores conducidos por la gran cosecha llegaron a Guanambi en busca de una vida mejor, muchos tienen, pero la mayoría cayeron en la línea de la pobreza, como se muestra en la obra de ficción guanambiense Juárez Elcino escritor. Durante los años 80, la ciudad pasó por una gran crisis impulsada por la caída de la producción de algodón debido a la aparición de plagas en las plantaciones de algodón del municipio. La ciudad que hasta entonces era conocida como la Capital de algodón queda en el camino. Sin embargo, Guanambi, desde finales de los años 90, ha evolucionado y atrae a más personas cada día. La siembra de algodón está creciendo de nuevo, y esta vez las industrias, estación de autobuses, aeropuertos y estatales y las universidades privadas también está ayudando en el desarrollo de la ciudad.
La ciudad cuenta con seis sucursales (Banco Federal de Ahorro (2 ramas), Banco de Brasil, Bradesco, Banco do Nordeste y Banco Itaú). Y pronto tendrá la segunda sucursal del Banco de Brasil y la primera en Santander.
En cuanto a las fiestas, Guanambi sigue su rutina con tradición en San Juan, donde se instala en la Avenida Santos Dumont específicamente la Plaza de la haba del Forro Gurutuba, modificando así cada año la plaza y dejando el personaje de San Juan y también lo es el estado de ánimo de tres semanas a un mes. Al llegar al final de las festividades de año, los mismos muta cuadrados, que se unieron a la plaza vecina, la Plaza del Ayuntamiento, viniendo de un; Siempre se ha instalado una hermosa cuna que está muy bien hecho, detallada y brillante, con una impresionante estructura, donde ha aparecido varios informes al respecto, dejando a la televisión en la televisión nacional, por ejemplo, Programa do Jô, en su apertura de la imagen de la plaza en la víspera de Navidad. Eventos constante espacios más pequeños de tiempo, pero siempre constante, diversión y frecuentado allí y hacer la rutina de la ciudad y la región. Existe desde 1990 el paseo en bicicleta, que es un evento de la gran tradición de los ciclistas en la ciudad, que se celebra cada año el 1 de mayo, Día del Trabajo, que llegó a tener su punto máximo en 2008 con más de 12.000 ciclistas presentes. Plaza Henrique Pereira Donato hasta la llegada de conejo Gercino Parque de Exposiciones, que funciona incluso comportó perfectamente el evento, los más variados modelos y arreglos para dos o incluso cuatro ruedas, formó un color raro, a la bicicleta en protesta contra el dengue, algunos equipada con los sonidos. Durante el evento en Gercino Conejo centro de exposiciones, para animar al público en general acerca de más de 18.000 personas que abarrotaron el Parque, nivel muestra como Rasta Chinela, Banda Guanasamba, el Forro Leo y otros artistas de la región, así como rifas.
Con tradición en la ciudad tiene una camisa del partido en Guanambi, que se celebra desde 1995 cada año siempre en el fin de semana entre Navidad y Año Nuevo. Un partido siempre mantuvo en el interior, especialmente en Guanambi Country Club, con la presencia de grandes bandas de Brasil, con la mayoría de ellas bandas de Bahía. El partido tiene varias habitaciones repartidos por toda el área que se celebra la fiesta, que tiene Carpa Electrónica, Tienda de campaña Forro en el salón zona de Pop Rock, MPB sonar con voz y guitarra.
En Carnaval, no hay tradición de partidos laicos de la ciudad, y la población siempre viajar a otras ciudades para celebrarla. Sin embargo, hay un carnaval retiro religioso en la ciudad, organizado por la Iglesia Católica, específicamente la Parroquia St. Anthony, que se encuentra en Betania Centro de la Comunidad, con una duración de 4 días.
Entre los diversos festivales y eventos ubicados en la ciudad, también hay una parte en la fantasía siempre organizada en enero, Halloween, también con muchos eventos deportivos como el campeonato de fútbol municipal, y dos equipos de deportes profesionales que disputa la segunda división del campeonato de Bahía, GAC, Guanambi Athletic Club y el Club Sport Flamengo Guanambi. En el nuevo año hay una gran estructura programada y utilizado por residentes y turistas cada 